# 珠市口站
珠市口站是一个位于中国北京市西城区大栅栏街道、天桥街道与东城区前门街道、天坛街道交界珠市口西大街、珠市口东大街、前门大街交叉口，属于北京地铁7号线与8号线的地铁换乘站。7号线部分2014年12月28日随7号线开通一同投入使用；8号线珠市口以南（往瀛海站方向）2018年12月30日开通；以北则于2021年12月31日开通，并将8号线南段与北段相连。

## 位置
珠市口站位于珠市口，即前门大街（南北向）与珠市口东大街－珠市口西大街（东西向）交汇处。7号线车站跨路口呈东西向布置，8号线车站位于路口南侧，呈南北向布置。

## 结构
两线均为地下车站，7号线在下，8号线在上。7号线车站为地下2层车站，岛式站台设计，采用暗挖法施工。8号线车站为地下2层岛式站台车站，站台宽14米。两线间设有一组站台间楼梯，用于由8号线换乘7号线；而7号线换乘8号线则通过站厅间通道完成。

### 车站楼层
| 地面层                           | 街道                        | A－G出入口                     |
| 地下一层 8号线站厅层             | 8号线站厅                   | 安全检查、自动售票机、客服中心 |
| 地下二层 7号线站厅层 8号线站台层 | 7号线站厅                   | 安全检查、自动售票机、客服中心 |
| 地下二层 7号线站厅层 8号线站台层 | █ 8号线往朱辛庄（前门）     |                                |
| 地下二层 7号线站厅层 8号线站台层 | 島式月台，左側開门          |                                |
| 地下二层 7号线站厅层 8号线站台层 | █ 8号线往瀛海（天桥）       |                                |
| 地下三层 7号线站台层             |                             | █ 7号线往北京西站（虎坊桥）    |
| 地下三层 7号线站台层             | 島式月台，左側開门          |                                |
| 地下三层 7号线站台层             | █ 7号线往环球度假区（桥湾） |                                |

### 站厅
珠市口站7号线站厅沿珠市口东大街大致呈东西走向，分为东、西两部分，两个站厅的南侧各设有通往8号线站厅的换乘通道一条。两站厅之间为8号线站台北侧引出的换乘厅，该换乘厅仅供8号线单向换乘7号线使用。8号线站厅沿前门大街呈南北走向，设有艺术墙《老城故事》。

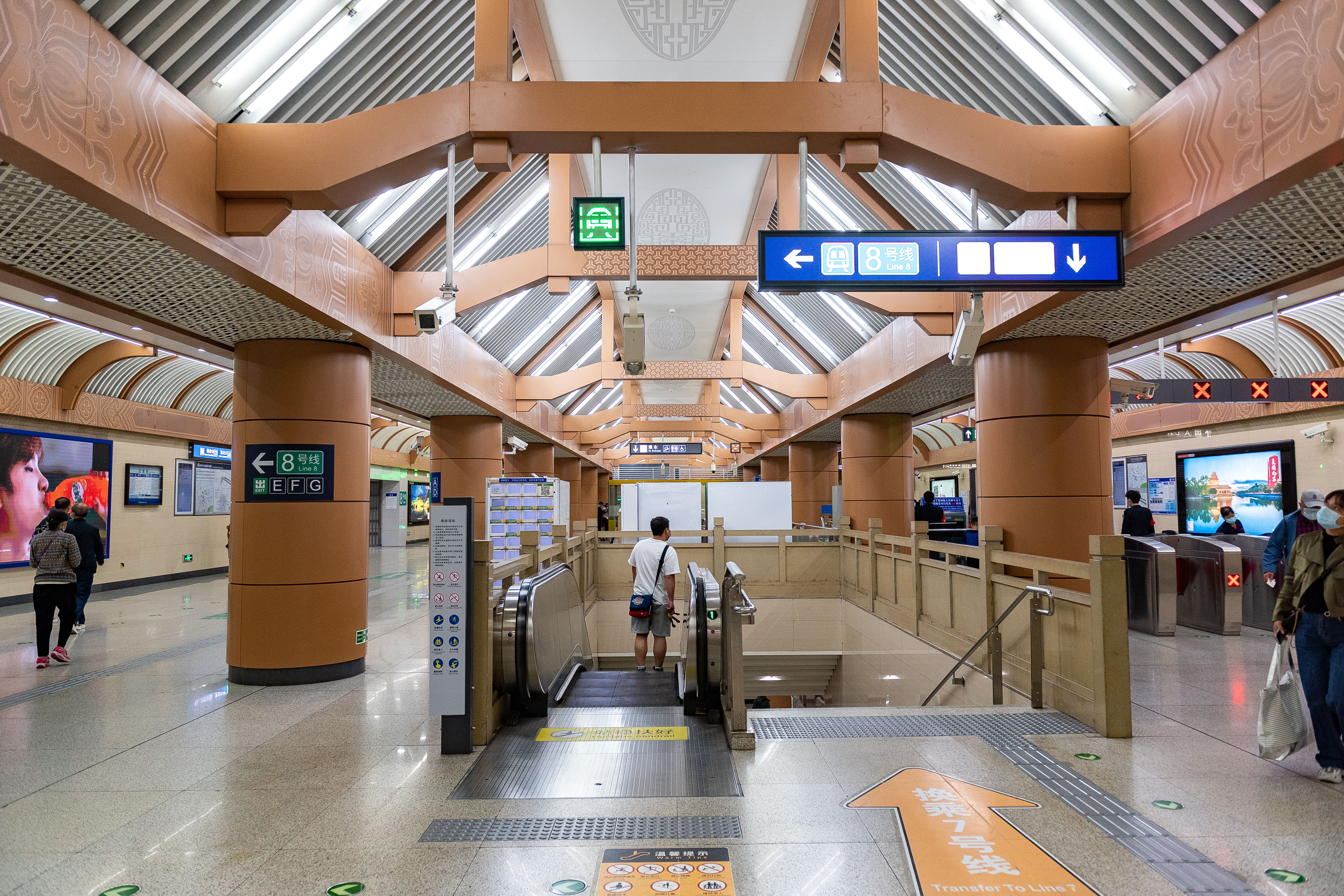
7号线车站西厅（2021年10月摄）
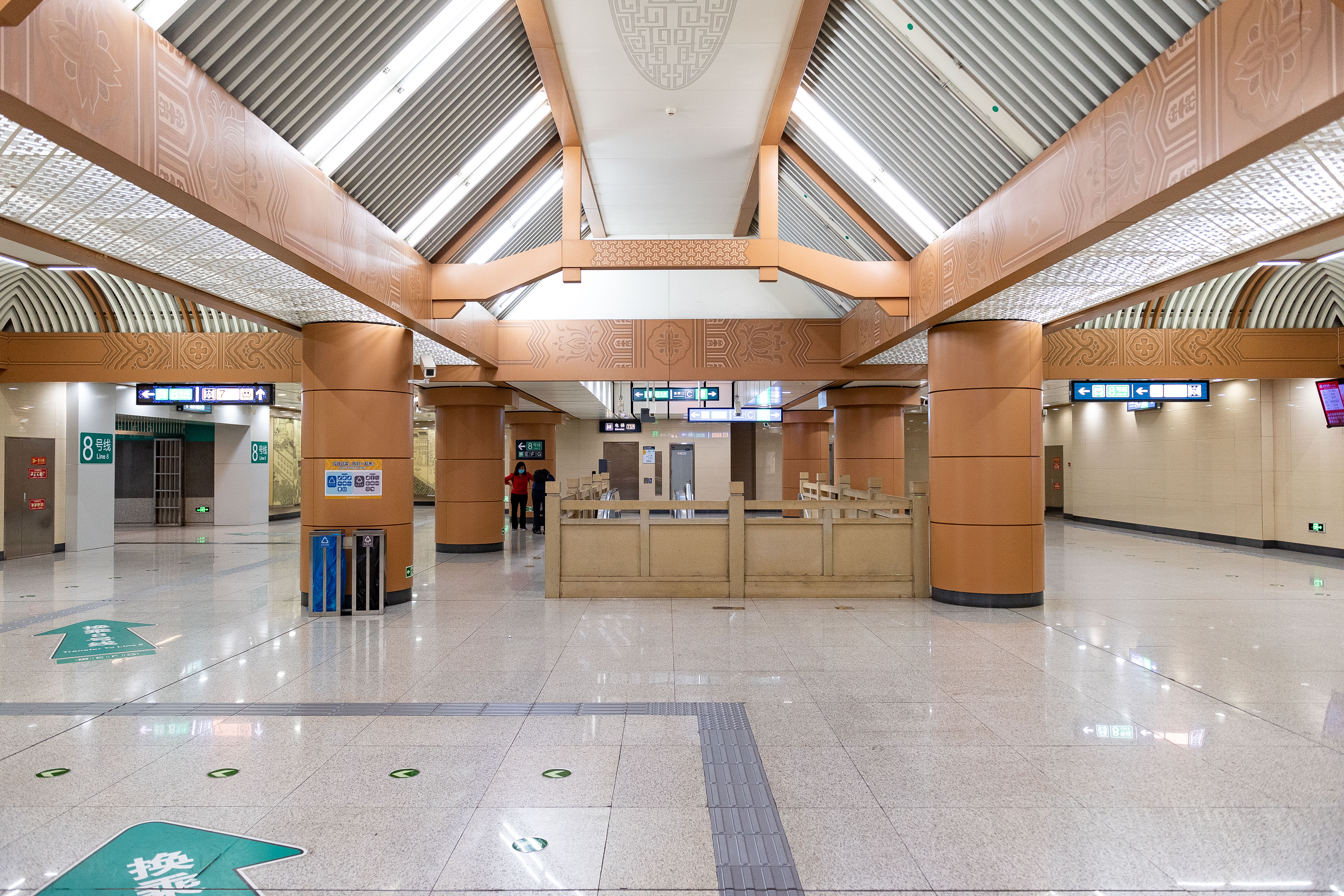
7号线车站东厅（2021年10月摄）
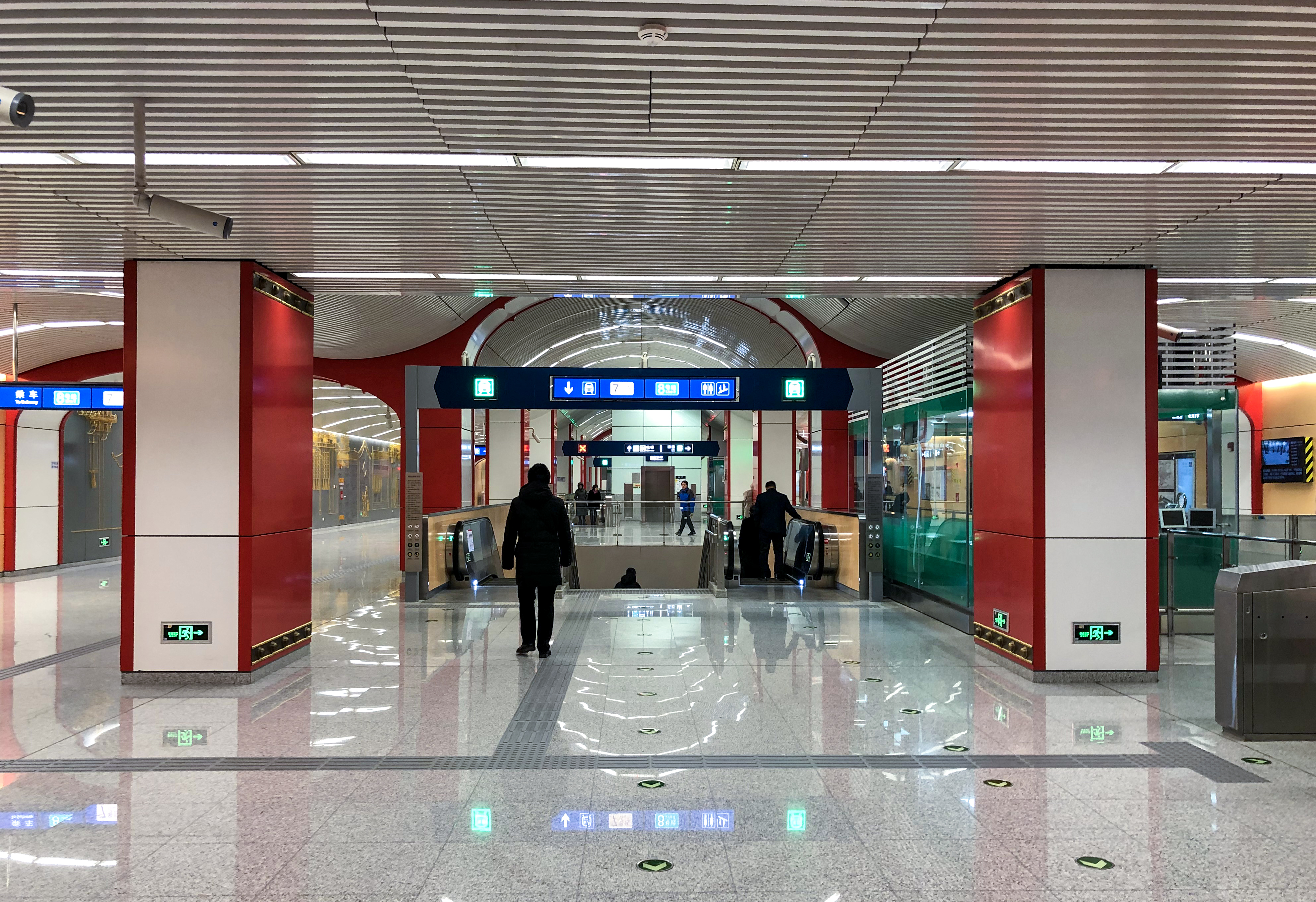
8号线车站大堂（2018年12月摄）

### 站台
7号线珠市口站设有一座岛式站台，位于珠市口东大街地底。8号线珠市口站亦采用岛式站台，该站台位于前门大街地底，北侧设有通往7号线换乘厅的单向换乘通道，该通道内设有壁画《流云雨燕》。8号线南段开通初期采用南端存车线进行站前折返，只使用西侧月台，东侧月台于2021年11月下旬为配合8号线贯通跑图试运转才而启用。7号线月台东端设有一条渡线，本站東南象限设有一条7号线与8号线之间联络线，现时8号线南端存车线改为用作区间车折返。

## 出入口
珠市口站设有A、C、D、E、F、G六个出入口。
|                       |                                |                  |      |            |
|                       |                                |                  |      |            |
| 编号                  | 指示                           | 建议前往的目的地 | 照片 | 无障碍设施 |
| 连通 7号线站厅        |                                |                  |      |            |
| 出口 · A              | 珠市口西大街                   |                  |      | 不適用     |
| 出口 · C              | 珠市口东大街                   |                  |      | 不適用     |
| 出口 · D · 升降机标志 | 珠市口西大街、前门大街、永安路 | 友谊医院         |      |            |
| 连通 8号线站厅        |                                |                  |      |            |
| 出口 · E              | 前门大街                       |                  |      | 不適用     |
| 出口 · F              | 前门大街                       |                  |      | 不適用     |
| 出口 · G              | 前门大街                       |                  |      | 不適用     |
| 註： 設有             |                                |                  |      |            |